# Daniel Sanchez
Pour les articles homonymes, voir Sanchez et Daniel Sánchez.
Daniel Sanchez, né le 21 novembre 1953 à Oujda au Maroc, est un footballeur français devenu entraîneur. Il joue au poste d'ailier droit du début des années 1970 à la fin des années 1980.
Il fait ses débuts en division 1 avec l'OGC Nice et connaît cinq clubs durant sa carrière professionnelle. Il devient ensuite entraîneur et dirige notamment le Tours FC, le Valenciennes FC et le Club africain avec qui il est champion de Tunisie en 2015.

## Biographie

### Carrière de joueur
Daniel Sanchez commence le football à 10 ans au Nîmes Olympique, dans la ville où ses parents se sont installés après leur départ d'Afrique du Nord. À l'âge de 13 ans, il déménage sur Nice et rejoint alors le Cavigal Nice où il devient international junior. Il dispute en fin de saison 1972 avec les jeunes Français le championnat d'Europe junior en Espagne.
Repéré par le grand voisin, l'OGC Nice, il signe un contrat de stagiaire lors de la saison 1972-1973 et l'entraîneur Jean Snella le fait jouer à deux reprises en équipe première. En 1974, il signe son premier contrat professionnel et l'année suivante réalise sa plus belle saison avec les « Aiglons » en finissant meilleur buteur du club avec douze réalisations. L'OGC Nice termine second du championnat derrière l'AS Saint-Étienne. Le 27 mars 1976, il est appelé, par Henri Guérin, en équipe de France A' pour un match contre le Luxembourg et marque le but de la victoire à la 85e minute.
En 1978, les Niçois sont en tête jusqu'au 18 janvier mais après une défaite face à l'AS Nancy-Lorraine à domicile, sur le score de sept buts à trois, ils terminent à la 8e place. Daniel Sanchez et ses coéquipiers parviennent en finale la coupe de France après avoir été demi-finaliste l'année précédente. Opposés à l'AS Nancy-Lorraine, les Niçois s'inclinent un but à zéro, but inscrit par Michel Platini. Il est alors très près de l'équipe de France disputant même sous les ordres de Michel Hidalgo un match amical non officiel avec les « Bleus » contre le RCS Anderlecht le 12 août 1978. Titulaire au coup d'envoi, il est remplacé par Dominique Rocheteau à la 60e minute dans un match remporté sur le score d'un but à zéro.
Après deux saisons en bas de classement, Daniel Sanchez quitte l'OGC Nice et rejoint le Paris Saint-Germain où il est rarement titulaire. En fin de saison, il n'est pas retenu pour disputer la finale de la coupe de France et quitte le club parisien pour rejoindre le FC Mulhouse qui vient de monter en division 1. Le club termine dernier du championnat et il signe alors à l’AS Saint-Étienne, équipe en pleine tourmente à la suite de l'affaire de la caisse noire. Le club stéphanois termine 18e en championnat et il connaît alors sa seconde relégation de suite. Il reste au sein du club en division 2 mais subit la concurrence d'Éric Bellus et de Roger Milla.
En 1985, il signe à l'AS Cannes où il retrouve Jean-Marc Guillou. L'année suivante, les Cannois, dirigés par Jean Fernandez, accèdent à la Division 1 après une victoire en barrages face au FC Sochaux, le 16 juin 1987. Daniel Sanchez met un terme à sa carrière sur cette montée et accepte une proposition du président de l'OGC Nice, Mario Innocentini, pour devenir entraîneur des moins de 18 ans du club.

### Carrière d'entraîneur
Daniel Sanchez exerce cette fonction pendant trois ans puis devient en 1990, directeur du centre de formation et entraîneur de l'équipe réserve niçoise évoluant en CFA. En 1994, l'OGC Nice remporte le titre de  champion de division 2 et il est alors nommé adjoint d'Albert Emon pour ce retour en division 1.
Albert Emon est limogé au bout de quatre journées de championnat alors que l'OGC Nice n'a qu'un point, Dominique Baratelli est nommé pour le remplacer mais celui-ci change d'avis au dernier moment. Le poste lui est alors confié le 2 septembre 1996
. Lorsque le club, toujours en difficulté dans le championnat, est vendu en décembre à Milan Mandarić (en), Daniel Sanchez est aussitôt licencié et remplacé par Sylvester Takac sans aucune explication. Néanmoins pour avoir participé à la saison 1996-1997 il obtiendra le titre de vainqueur de la Coupe de France.
Il rebondit alors en acceptant le poste d'adjoint au Nagoya Grampus Eight en J. League, poste qu'il occupe jusqu'en avril 1998 où il devient entraîneur de l'équipe première jusqu'à la fin de la saison. L'équipe termine sous ses ordres 3e de la première phase puis 6e de la seconde phase. À la fin de son contrat, il est remplacé par João Carlos et rentre en France.

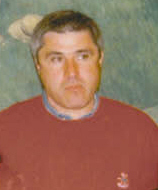
Daniel Sanchez en 2006 à l'AS Saint-Étienne

Après une période semi-sabbatique, en ayant travaillé pour la fédération Japonaise au côté de Philippe Troussier en tant que superviseur, Daniel Sanchez rejoint en 2001 les Girondins de Bordeaux. Il occupe alors les fonctions de recruteur et de superviseur des futurs adversaires bordelais jusqu'en 2003. Il enchaîne avec le poste de manager général de l'académie de football de Moscou dont l'objectif est de fournir en jeunes joueurs les clubs moscovites. De retour en France, il retrouve un poste d'adjoint auprès d'Élie Baup à AS Saint-Étienne. En mai 2006, il obtient le DEPF, plus haut diplôme d'entraîneur en France. Il quitte le club stéphanois en 2006 en même temps qu'Élie Baup.
En 2007, Daniel Sanchez devient entraîneur du Tours FC alors en National avec pour objectif la remontée en division 2, 16 nouveaux joueurs, dont Laurent Koscielny, sont recrutés à cet effet. Le club termine en fin de saison vice-champion de National et accède en division 2. La saison suivante, les Tourangeaux terminent à la 6e place après avoir longtemps été sur le podium, l'équipe termine également en tête du classement à domicile. Ses bonnes performances valent à Daniel Sanchez de recevoir l'hommage de ses pairs lors des trophées UNFP où il est nommé 2e entraîneur de Ligue 2 de l'année. Approché par Boulogne (Ligue 1), le FC Nantes et le RC Strasbourg, il signe un nouveau contrat de 3 ans avec le Tours FC. La saison suivante, le club termine 10e du championnat après avoir été dans la première moitié du tableau de Ligue 2 toute la saison. Ses qualités d'entraîneur lui valent d'être nommé deuxième entraîneur de Ligue 2 par France Football et huitième entraîneur Français (Tous championnats) par le même magazine.
En 2010-2011, le club reste sur le podium toute la première partie du championnat. Daniel Sanchez est nommé entraîneur de l'année de Ligue 2 2010 par France Football.
Le 8 juin 2011, il devient l'entraineur de Valenciennes, en ligue 1 où il succède à Philippe Montanier. Après un départ difficile, un point en cinq matchs, le club termine finalement à la douzième place du championnat grâce à ses bons résultats à domicile. La saison suivante voit le club terminer à la sixième place à la fin des matchs allers mais les départs de joueurs cadres lors du mercato hivernal entraînent une seconde partie de saison difficile, le club termine finalement à la onzième place du championnat. Lors de sa troisième saison au club, l'équipe connaît de nouveau un départ difficile en ne remportant qu'une victoire en neuf matchs. Après un match nul un but partout à domicile face au Stade de Reims, le 5 octobre 2013, le président Jean-Raymond Legrand décide d'écarter Daniel Sanchez de l'équipe première. Il est remplacé officiellement à son poste par le Belge Ariël Jacobs le 14 octobre.
Il s'engage pour deux ans, le 7 juillet 2014, avec le Club africain. En tête du championnat jusqu'en mars, une série de trois rencontres sans victoires provoque des rumeurs sur son remplacement mais il est maintenu à son poste par le président du club. En fin de saison, il remporte le championnat lors de la dernière journée grâce à une victoire sur l'ES Zarzis sur le score de deux buts à un, et son contrat est alors renouvelé automatiquement d'une saison. Sa seconde saison est plus difficile et, après une défaite face à l'ES Tunis sur le score de deux buts à zéro, il quitte le club le 16 octobre 2015. Le club est alors dixième du championnat. Il met fin à sa carrière d'entraîneur sur cette dernière expérience.

## Palmarès

### Joueur
- Finaliste de la Coupe de France en 1978 avec l'OGC Nice.
- Vice-champion de France en 1973 et 1976 avec l'OGC Nice.
- International Junior, Espoir, A’

### Entraîneur
- Coupe de France 1997 avec l'OGC Nice
- Vice-champion de France de National en 2008 avec le Tours FC.
- 2008/2009 : 2e entraîneur de Ligue 2 Trophée UNFP.
- Année 2009 : 2e entraîneur de Ligue 2 Trophée France Football.
- Année 2009 : 8e entraîneur français (Tous championnats) Trophée France Football.
- Année 2010 : Entraîneur de l'année de Ligue 2 Trophée France Football.
- Année 2012 : 8e entraîneur français (Tous championnats) Trophée France Football.
- Année 2015 : Champion de Tunisie avec le Club Africain.

## Statistiques
Le tableau ci-dessous résume les statistiques en match officiel de Daniel Sanchez durant sa carrière de joueur professionnel.
| Saison      | Club             | Pays   | Championnat | Championnat | Championnat | Coupes nationales | Coupes nationales | Coupe d'Europe | Coupe d'Europe | Coupe d'Europe |
| Saison      | Club             | Pays   | Division    | Matchs      | Buts        | Matchs            | Buts              | Type           | Matchs         | Buts           |
| ----------- | ---------------- | ------ | ----------- | ----------- | ----------- | ----------------- | ----------------- | -------------- | -------------- | -------------- |
| 1972 - 1973 | OGC Nice         | France | Division 1  | 2           | 0           | -                 | -                 | -              | -              | -              |
| 1973 - 1974 | OGC Nice         | France | Division 1  | 2           | 0           | -                 | -                 | -              | -              | -              |
| 1974 - 1975 | OGC Nice         | France | Division 1  | 16          | 6           | 3                 | 0                 | -              | -              | -              |
| 1975 - 1976 | OGC Nice         | France | Division 1  | 37          | 12          | 3                 | 1                 | -              | -              | -              |
| 1976 - 1977 | OGC Nice         | France | Division 1  | 33          | 9           | 8                 | 0                 | C3             | 2              | 0              |
| 1977 - 1978 | OGC Nice         | France | Division 1  | 37          | 4           | 10                | 3                 | -              | -              | -              |
| 1978 - 1979 | OGC Nice         | France | Division 1  | 28          | 9           | 3                 | 1                 | -              | -              | -              |
| 1979 - 1980 | OGC Nice         | France | Division 1  | 29          | 6           | 5                 | 0                 | -              | -              | -              |
| 1980 - 1981 | OGC Nice         | France | Division 1  | 14          | 3           | -                 | -                 | -              | -              | -              |
| 1981 - 1982 | Paris SG         | France | Division 1  | 19          | 1           | 3                 | 1                 | -              | -              | -              |
| 1982 - 1983 | FC Mulhouse      | France | Division 1  | 36          | 3           | 2                 | 0                 | -              | -              | -              |
| 1983 - 1984 | AS Saint-Étienne | France | Division 1  | 32          | 5           | 2                 | 0                 | -              | -              | -              |
| 1984 - 1985 | AS Saint-Étienne | France | Division 2  | 23          | 2           | 8                 | 0                 | -              | -              | -              |
| 1985 - 1986 | AS Cannes        | France | Division 2  | 30          | 1           | -                 | -                 | -              | -              | -              |
| 1986 - 1987 | AS Cannes        | France | Division 2  | 22          | 2           | 7                 | 0                 | -              | -              | -              |
| Total       | Total            | Total  | Total       | 360         | 63          | 54                | 6                 | -              | 2              | 0              |